# Джонс, Тони (игрок в американский футбол, 1966)
Энтони Эдвард Джонс (англ. Anthony Edward Jones; 24 мая 1966, Ройстон, Джорджия — 22 января 2021, Сувони, там же) — профессиональный американский футболист, тэкл нападения. Выступал в НФЛ с 1988 по 2000 год. Большую часть карьеры провёл в составе «Кливленд Браунс», но наибольших успехов добился с клубом «Денвер Бронкос». Двукратный победитель Супербоула. Участник Пробоула. На студенческом уровне играл за команду Западно-Каролинского университета.

## Биография
Тони Джонс родился 24 мая 1966 года в Ройстоне в Джорджии. После окончания школы поступил в Западно-Каролинский университет. В течение четырёх сезонов с 1984 по 1987 год выступал за его футбольную команду. На драфте НФЛ 1988 года выбран не был. В статусе свободного агента подписал контракт с «Кливлендом». Карьеру начал в статусе дублёра, в 1990 году стал стартовым правым тэклом команды, затем перешёл на левый край линии нападения. В составе «Браунс» играл до 1995 года, был капитаном команды. В январе 1995 года во время операции по удалению костной шпоры из локтя перенёс остановку сердца.
В 1996 году клуб был перевезён в Балтимор. Один сезон Джонс провёл в составе «Рэйвенс». В феврале 1997 года был обменян в «Денвер Бронкос» на выбор во втором раунде драфта. Выступал за клуб с 1997 по 2000 год. Первый сезон провёл на позиции правого тэкла, в том числе входил в стартовый состав в Супербоуле XXXII, где «Бронкос» обыграли «Грин-Бэй Пэкерс». После завершения карьеры Гэри Зиммерманом перешёл на место левого тэкла. В сезоне 1998 года стал победителем Супербоула XXXIII. В том же сезоне вошёл в число участников Пробоула. Завершил карьеру в 2001 году, когда ему диагностировали гломерулосклероз. В 2019 году включён в число ста лучших игроков в истории «Бронкос».
Скончался 22 января 2021 года в возрасте 54 лет.